# Synthronon

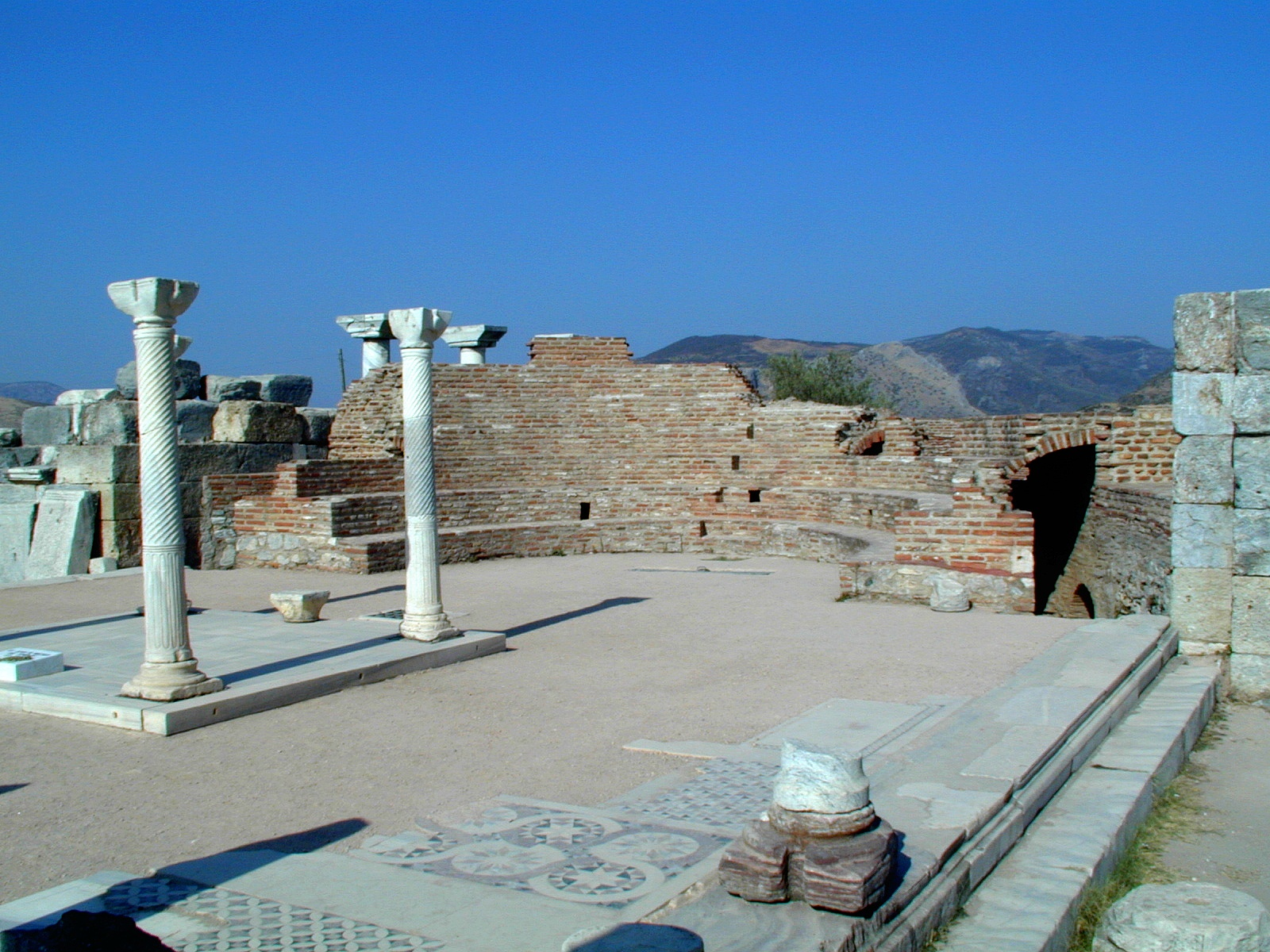
Synthronon de San Juan de Éfeso, con pasaje subterráneo.

El synthronon es el término en griego que designa al banco semicircular que en las iglesias paleocristianas (siglo V en adelante) se encuentra en el ábside o detrás de este, tras la plataforma elevada en la que se ubica el altar. Está reservado para el clero y puede tener varias alturas, en cuyo caso solo se usaba la más alta. Habitualmente tenían un pasaje subterráneo en el muro del ábside, cuya función es discutida. Es el caso de las iglesias de Santa Irene o a Santo Juan en Éfeso. En las iglesias episcopales, la cathedra del obispo está ubicada elevada en el centro del synthronon, situado al obispo en medio del clero como Cristo en medio de los apóstoles.